# Tollet
Tollet là một đô thị ở huyện Grieskirchen bang Oberösterreich, nước Áo. Đô thị này có diện tích 9,6 km², dân số thời điểm ngày 31 tháng 12 năm 2005 là 857 người.